# Grégory Delwarte
Grégory Delwarte (n. 30 ianuarie 1978, Chapelle-lez-Herlaimont, Belgia) este un fotbalist belgian care evoluează în prezent la La Louvière. De-a lungul carierei a evoluat la Roda JC, RAEC Mons dar și la Dinamo în Liga I.